# Digitalisiertes Bildungswesen
Der Begriff Digitalisiertes Bildungswesen bezeichnet die Gesamtheit der Optionen, im sekundären, tertiären und im quartären Bildungssektor in spezifischen Lernszenarien Digitaltechnologien einzusetzen. Die am häufigsten vorkommenden Beispiele für Lernszenarien sind die (unten näher vorgestellten) acht Szenarien „Anreicherung“, „Integration“, „Online-Lernen“, „Interaktion und Kollaboration“, „Offene Bildungspraxis“, „Spiel und Simulation“, „Personalisierung“ und „Selbststudium“. In digitalen Lernszenarien kommen vielfältige Instrumente unterschiedlich entwickelter Virtualität, wie Augmented oder Mixed reality, zum Einsatz.
In Bildungssystemen mit einem hohen Digitalisierungsgrad werden zahlreiche Formen des E-Learnings angewendet, bei denen elektronische oder digitale Medien in den Lernprozess eingebunden werden. Weitere Instrumente sind digitale Lernrouten und digitale Lernzonen, welche im quartären Bildungssektor arbeitsplatzintegriertes Lernen praktisch möglich machen. Dabei werden modulare Systeme mit offenen Plattformarchitekturen des Lern- und Videomanagements (LMS/VMS) verwendet. Diese drücken sich insbesondere durch ihre Option der „Integration“ im Sinne des unten angeführten Lernszenariums und Skalierbarkeit aus. Zu den weiteren Bestandteilen digitaler Lernszenarien gehören digitale Kommunikations- und Lernsoftware sowie Autorenhardware- und Softwarelösungen, primär zur Erstellung von Computer-Aided-Design-Daten (CAD).

## Digitale Lernszenarien
Digitale Lernszenarien aggregieren digitale Lernelemente und -formate. Einige Formate sind nicht miteinander kompatibel, andere können miteinander kombiniert werden.
Nicht miteinander kompatibel sind:
- Anreicherung
- Integration
- Online-Lernen

Mit anderen Lernszenarien kombinierbar sind:
- Interaktion und Kollaboration
- Offene Bildungspraxis
- Spiel und Simulation
- Personalisierung
- Selbststudium.[3]

### Anreicherung
Das Lernszenario der Anreicherung ist ein Einstieg in digitalisierte Lernformen. Konventionellen Lehrveranstaltungen werden digitale Medien hinzugefügt, so dass die Lernenden digitalisierte Lernressourcen und Lernplattformen nutzen, um sich mit dem Lernstoff vertieft auseinanderzusetzen. Beispiele hierfür sind digitale Lernlektüren, Skripte, Aufzeichnungen, Lernprogramme, Tests oder das Einbinden von digitalen Tafeln.

### Integration
Wenn konventionelle Phasen des Lernens in Präsenz und des Lernens abseits des Lehrorts (vor allem des zeitlich synchronen Lernens) sich gegenseitig ergänzen oder alternieren, entstehen hybride Lernformen im Lernszenario der Integration. Diese sind eng verbunden mit der Methode „Flipped Classroom“, bei welcher die Vermittlung des Lehrinhalts zunächst durch Online-Medien stattfindet und dieser in Präsenzphasen vertieft wird. Eine Vermischung kann beim Hybridlernen nur dadurch zustande kommen, dass Phasen, in denen die Grundlagen zu Hause erarbeitet werden, sich („asynchron“) zeitlich mit solchen abwechseln, in denen Grundlagen am Lehrort erarbeitet werden. Die Methode „Flipped Classroom“ kann nicht zeitgleich mit den Methoden „Anreicherung“ und „Integration“ praktiziert werden.
Die digitalisierten Lernphasen, welche aufwändige digitale Lernmedien, wie Audio- oder Video-Podcasts, enthalten, können durch den Einsatz von Online-Tutoren oder Moderatoren ergänzt werden. Der Grad der Virtualität ist im Lernszenario der Integration deutlich höher als im Lernszenario der Anreicherung. Durch die Verwendung von Blended Learning-Methoden können Lernorte, -zeiten und -geschwindigkeiten von den Lernenden selbst gewählt werden. Lehrende setzen auf cloudbasierte Audio-Tools, wie VoiceThread, sowie Videoproduktion, wie iMovie oder Dropcam, um wichtige Bestandteile, wie Stimmmodulation oder Körpersprache aufzuzeichnen.

### Online Lernen
Angebote, welche mindestens fast vollständig online genutzt werden und entsprechend nur geringe oder keine Präsenzphasen beinhalten, fallen unter das Lernszenario Online Lernen. Beispiele hierfür sind E-Lectures, Online-Seminare, Massive Open Online Courses (MOOCs), Videokonferenzen, Anwendung von Kollaborationssoftware, die Nutzung von Foren, Chats oder Social Media. Die Zielgruppe bezieht sich hierfür vor allem auf Weiterbildungsinteressierte, da sich diese Instrumente optimal mit ihrer Berufstätigkeit kombinieren lassen und jüngere Lernende noch relativ stark die (idealerweise analoge) persönliche Ansprache durch Lehrende benötigen. Gegenüber dem Lernszenario der Integration oder Annäherung weist Online-Lernen das höchste Maß an Virtualität auf.
Allerdings ist dieses Lernszenario durch die Erstellung, Koordination, Pflege und Nachbereitung des Contents recht arbeitsaufwendig und mit einem hohen Kostenaufwand verbunden. Besonders häufig werden die Angebote in strukturschwachen oder Flächenländern sowie in Ländern mit hohen Bildungskosten angewendet. In Deutschland gibt es allerdings Probleme mit einem rechtskräftigen Assessment und Leistungsnachweisen.

### Interaktion und Kollaboration
Wenn Online-Lernphasen mit Präsenzphasen kombiniert werden, kommt in diesen hybriden Lernformen häufig das Lernszenario der Interaktion und Kollaboration zur Anwendung.
In diesem Lernszenario finden sowohl Onlinedienste, wie Messenger, Social Media, Wikis, Podcasts etc., als auch Kollaborationsanwendungen zur simultanen Interaktion Verwendung, z. B. Peer Learning, gemeinsame Erarbeitung von Case Studies oder Problemstellungen. Der hohe Grad der Interaktion und Kollaboration erlaubt auch einen lernzielorientierten Unterricht entsprechend der Bloomschen Taxonomie.

### Offene Bildungspraxis
Die offene Bildungspraxis ist eng verknüpft mit Open Educational Resources (OER) d. h. der Nutzung frei zugänglicher Lernmaterialien und -medien. Neben dem freien Zugang ist die Ermöglichung kollaborativer und flexibler Lernprozesse elementar. Größter Vorteil des Szenarios ist die schnelle und unkomplizierte Verwertung von Lernmaterialien.

### Spiel und Simulation
Ein großer Vorteil digitalisierter Spiele besteht darin, dass 34,3 Millionen Deutsche (darunter nicht nur Minderjährige und junge Erwachsene) Computer- und Videospiele spielen, so dass Planer des Szenariums bei den meisten Lernenden von Vorkenntnissen im Hinblick auf Spieltechniken ausgehen können.
Das Szenario beinhaltet verschiedene Formen der Gamification bzw. des Game Based Learnings (GBL), wobei es zu einer Synthese des Erwerbs von Kenntnissen, Fähigkeiten und Fertigkeiten sowie digitalisierten interaktiven Lernspielen und Simulationen kommt. Dafür gibt es verschiedene Beispiele. Massively Multiplayer Online Games, Rollenspiele, gestenbasierte Spiele, Online-Planspiele usw., sowie interaktive Visualisierungen in verschiedenen „Realitäten“ mit verschiedenen Ausgabegeräten, wie Head-Mounted Displays (VR-Helme, Datenbrillen), Tablets usw. Gamification kann die Lernmotivation und -produktivität signifikant steigern, da sie Lernaufgaben zur Herausforderung werden lassen und erzielte Lernleistungen belohnt werden.
Simulationen haben den Vorteil, dass sie gesundheitsgefährdende und kostenintensive Szenarien risikolos abdecken können. Dies kann beim Umgang mit Gefahrstoffen, gefährlichen oder sehr verantwortungsvollen Situationen der Fall sein. Zudem können bestimmte Umwelt- und Ausnahmeszenarien dargestellt werden, welche in der Wirklichkeit nur schwer oder nicht zu trainieren sind.

### Personalisierung
Beim Lernszenario der Personalisierung werden Lernformate an individuelle Lernbedarfe angepasst. Adaptive Lernumgebungen, wobei sowohl Lernmaterialien als auch Aufgaben an den einzelnen Bedürfnissen des Lernenden abgestimmt werden, übernehmen eine gesonderte Rolle. Auch Learning Analytics, d. h. die Messung, Sammlung und Auswertung von Daten über Lernfortschritte zur Herausbildung von Stärken, Schwächen, Leistungsprognosen und Lernbarrieren, kommen dabei, z. B. in Form eines intelligenten Tutorensystems, zum Einsatz. So kann man dem Verfehlen von Lernzielen vorbeugen und Abbruchquoten verringern.

### Selbststudium
Im Fokus des Selbststudiums stehen sowohl der Lernende als auch der selbstgesteuerte Lernprozess. In diesem können Lernziele selbstständig definiert werden, Lernressourcen organisiert und Aufgaben einzeln oder in Gruppen gelöst werden. Auch die Lernprozessdokumentation gehört dazu. Der Lehrende rückt im Prozess des Selbststudiums in den Hintergrund, kann jedoch Impulse geben. Das Selbststudium beinhaltet situative Lernformen sowie Geräte wie Smartphones, Tablets, Notebooks und das Benutzen entsprechender Lernanwendungen, mit denen z. B. auch kurze Pausen im Tagesablauf effizient genutzt und das Präsenzlernen unterstützt werden können. Lernmaterialien können nicht nur am Lernort genutzt werden, woraus sich eine volle zeitliche und räumliche Flexibilität ergibt. Diagnostische E-Assessments verdeutlichen bereits am Beginn des Lernprozesses eventuell vorhandene Defizite des Lernenden; es kann versucht werden, diese durch zusätzliche Lernangebote abzufangen. Resultierende E-Portfolios ermöglichen im Anschluss die Selektion, Evaluation und Veranschaulichung von Lernprozessdaten.

## Instrumente und ihre „Realitäten“

### „Realitäten“
Für die acht genannten Szenarien des digitalisierten Bildungswesens werden Instrumente wie Augmented Reality, Augmented Virtuality und Mixed Reality benutzt:

#### Augmented Reality
Augmented Reality ist eine interaktive Erfahrung in realer Umgebung (die es trotz aller digitaler Methoden der Simulation und der Illusionsbildung immer noch nur einmal gibt). In der Augmented Reality werden Objekte der realen Welt durch computergenerierte Wahrnehmungsinformationen auditiv, visuell, somatosensorisch, olfaktorisch oder haptisch ergänzt, wodurch Scheinwirklichkeiten entstehen.
Diese Ergänzung ist nahtlos mit der physischen Welt verwoben, so dass durch den Effekt der Immersion die reale Umgebung nicht mehr als solche wahrgenommen wird. Augmented Reality ergänzt also die korrekte Wahrnehmung der realen Umgebung um vom Computer erzeugte Wahrnehmungen, während Virtual Reality die reale Umgebung vollständig durch eine Simulation ersetzt.

#### Augmented Virtuality
In der Augmented Virtuality (AV) werden physische Elemente, z. B. Personen, dynamisch und in Echtzeit in die virtuelle Welt integriert. Erreicht wird dies u. A. durch Streaming von Videos aus physischen Räumen oder der 3D Digitalisierung von physischen Objekten.

#### Mixed Reality
Mixed Reality (MR) beschreibt die Verschmelzung von realer und virtueller Welt, hin zu neuen Umgebungen und Visualisierungen, in welchen sowohl physische als auch digitale Objekte nebeneinander existieren und interagieren. MR umfasst das vollständige Realitäts-Virtualitäts-Kontinuum, abgesehen von der ausschließlichen Realität und der ausschließlichen Virtualität. Die bedeutendsten Formen der MR sind die Augmented Reality und Augmented Virtuality, wobei sich diese miteinander vermischen können.

### Instrumente
Die genannten „Realitäten“ beeinflussen die Instrumente des digitalisierten Bildungswesens. Die wichtigsten werden im Folgenden erläutert:

#### Just-In-Time Teaching
Just-In-Time-Teaching (JiTT) ist ein pädagogisches Instrument, welches im digitalisierten Bildungswesen seine Anwendung findet, indem es das Feedback zwischen dem Unterricht in einer Bildungseinrichtung und dem Selbststudium zu Hause zur Vorbereitung des nächsten Unterrichts nutzt. So kann der Unterricht auf die Gegebenheiten angepasst und die Effizienz verbessert werden, so dass sich auch die Motivation der Lernenden erhöht.

#### Interaktive digitale Lernrouten
Eine digitale Lernroute, auch Lernpfad, beschreibt ein Instrument des digitalen Bildungswesens, in welchem ein Lernprozess grafisch visualisiert wird. Sie ist außerdem die Bearbeitungsreihenfolge für den Lehrenden. Erwartungen und Themen, welche zum Abschluss der Route nötig sind, werden mit Hilfe einer Lernroute klarer und wirken zugleich motivierend für den Lernenden. Lernrouten lassen sich verschieden darstellen. Etabliert haben sich neben horizontalen, vertikalen, und tabellarischen Lernrouten, auch die Verbindung mit Gamification-Elementen. Weitere Beispiele hierfür sind Applets, dynamische Worksheets, Puzzles, Experimente oder interaktive Tests. Voraussetzungen für die Erstellung einer Lernroute ist das Erarbeiten didaktisch-methodischer Fragestellungen sowie das Eruieren von Lernvoraussetzungen und einzelnen Lernzielen. Lernrouten fördern die Selbstständigkeit der Lernenden und eignen sich darüber hinaus auch für die Lernzielkontrolle oder zum Abschluss von Lernthemen.

#### Innenraumlokalisierung
Die Innenraumlokalisierung (auch Indoor-Lokalisierung (IPS)) ist ein Netzwerkinstrument des digitalisierten Bildungswesens, welches die Ortung von Personen und Objekten ermöglicht, bei denen die sonst übliche Satellitentechnologie nicht eingesetzt werden kann. Dies ist dann der Fall, wenn eine Ortung in mehrstöckigen Gebäuden, engen Gassen oder unterirdischen Standorten angewandt werden soll. Bisher gibt es keine einheitlichen Standards, da diese von den räumlichen Dimensionen, verwendeten Baumaterialien, Genauigkeitsanforderungen und Budgetbeschränkungen abhängen. Die Ortung erfolgt vor allem mit WLAN- oder Bluetooth-Antennen und kann u. a. über Smartphones, Digitalkameras oder Smartwatches erfolgen. Wichtig sind zweckgerichtete Installationen mit Relais und Funkbaken, welche strategisch über einen definierten Raum verteilt sind. So können darüber hinaus auch andere Funk-, Optik, Akustik oder Magnettechnologien verwendet werden. In der Bildungsbranche kann Innenruamlokalisierung den Lernenden nicht nur dabei helfen relevante Räumlichkeiten, Lernmittel oder entsprechende Ansprechpartner zu finden, sondern auch als Werkzeug für interaktive Lernrouten dienen.

#### Digitale Lernumgebungen
Auch digitale Lernumgebungen dienen als Instrumente des digitalisierten Bildungswesens. Man versteht darunter die Gesamtheit von digitalen Ressourcen, d. h. Computern, Speichern, Software und Systemen, die zur Verwaltung einer akademischen Einrichtung und zur Unterstützung, Aktivierung oder Verwaltung des Lernens verwendet werden.

#### E-Learning
Im digitalisierten Bildungswesen beschreibt E-Learning (Electronic Learning) zahlreiche Formen des Lernens, „bei denen elektronische oder digitale Medien für die Präsentation und Distribution von Lernmaterialien und/oder Unterstützung zwischenmenschlicher Kommunikation zum Einsatz kommen.“
E-Learning-Varianten sind unter anderem Web- und Computerbasiertes Lernen, Autorensysteme, Simulationen, Videokonferenzen, Teleteaching, Lern-Management-Systemen, Learning-Content-Management-Systeme, Content-Kataloge, Digitale Lernspiele und Audience Response Systeme. Ausprägungsformen können in virtuelle Lehre, Blended Learning, Content Sharing, Learning Communities, Computer-Supported Cooperative Learning, Web Based Collaboration, Virtual Classroom, interaktive Whiteboards, Business TVs, Rapid E-Learning, Prozessvisualisierung, 3D Infrastruktur-Plattformen usw. aufgeteilt werden.

#### Mobile Lernportale
Mobile-Learning ermöglicht im digitalisierten Bildungswesen das Lernen mit mobilen Medien, wodurch das Lernen orts- und zeitunabhängig möglich ist und das E-Learning ergänzt wird. Die Lerninhalte sollten hierbei als kleine Nuggets strukturiert werden. Zudem ist bei der Konzeptionierung die Berücksichtigung von möglichen Störfaktoren wie Umgebungsgeräuschen und Unterbrechungen im Lernprozess erforderlich. Besonders bekannt wurde Mobile-Learning durch Vokabeltraining-Apps für Smartphones.

#### Microlearning
Der im Bereich des E-Learnings etablierte Begriff Microlearning bezieht sich auf das Erlernen von Fähigkeiten in kurzen und prägnanten Lernabschnitten. Eine Lerneinheit besteht meist aus nur 10–15 Minuten, teils auch deutlich kürzer und ist in unabhängigen Einheiten aufgebaut. Gängige Formate sind digitale Lernkarten, Podcasts, Lernspiele, Videos usw. Die Lernmethode hat den Vorteil, dass sich der Anwender auf wenige und dafür relevante Information konzentrieren kann. Durch die kurze Lerndauer wird eine maximale Konzentration des Anwenders erreicht. Zudem erhält der Anwender direkt nach jeder Lerneinheit ein unmittelbares Feedback und kann sich so direkt über den erreichten Lernfortschritt freuen.

#### Lernmanagement- und Videoverwaltungssystem
Lernmanagement- und Videoverwaltungssysteme dienen im digitalisierten Bildungswesen der Administration, Dokumentation, der Rückverfolgung und dem Bericht von Lernstatistiken. Videodateien werden für alle Lehrenden und Lernenden zugänglich gemacht und sind von stationären und mobilen Endgeräten per (Live-)Stream nutzbar. So können Lerninhalte bereitgestellt, Lernvorgänge entsprechend organisiert und die Kommunikation zwischen Lernenden und Lehrenden ermöglicht werden. Inhalte können sowohl Vorlesungen, Materialien für flipped Classroom Aufnahmen, Veranstaltungen, Gastpräsentationen, Webcasts und andere sein.

## Der (angeblich) disruptive Charakter der Digitalisierung des Bildungswesens
Häufig wird behauptet, der Übergang von einem analogen zu einem digitalisierten Bildungswesen wirke „disruptiv“. Ein klassisches Beispiel für Disruption ist der nahezu vollständige Ersatz des Straßenverkehrs mit Kutschen und Pferdefuhrwerken durch den mit Motorfahrzeugen. In diesem Sinne disruptive Effekte sind vor allem im quartären Bildungssektor zu finden. Die tatsächlich disruptive Idee: „Daten statt Menschen in Bewegung setzen!“ findet dort den größten Widerhall. Vor allem für diesen Bereich wird die Prognose gewagt: „Wenn auf der einen Seite digitale Bildung zum Mainstream wird, dann könnte man […] davon ausgehen, dass auf der anderen Seite das Live-Erlebnis – sprich das Präsenzlernen – immer mehr zum Premium-Ereignis wird. Für langwierige Fakten-Folienvorträge wird künftig kaum mehr jemand bereit sein, ihr oder sein halbes Wochenende im Schulungsraum zu opfern“.
Die Idee jedoch, Distanzunterricht könne und solle eine Art „Zwilling“ des Präsenzunterrichts sein, indem der stundenplanmäßige Unterricht nicht in Räumen der Schule als Präsenzunterricht, sondern per Videokonferenz nach dem geltenden Stundenplan erteilt wird („Synchroner Distanzunterricht bedeutet idealerweise Unterricht nach Stundenplan über eine Lernplattform in Form einer Audio-/Videokonferenz.“), stößt auf heftigen Widerstand, nicht nur in Schulministerien. So ist z. B. die Bildungssenatorin der Freien Hansestadt Bremen der Auffassung, dass „in Distanz-Phasen der vorgegebene schulische Rhythmus nicht unmittelbar relevant ist und es nicht empfehlenswert ist, den schulischen Rhythmus eins zu eins auf Distanz-Phasen zu übertragen“. Während Befürworter der „digitalen Disruption“ im Frühjahr 2020, in einer Lockdown-Phase der COVID-19-Pandemie in Deutschland, die Situation mit der These beschrieben: „Von 3 auf 100 [Prozent digitalen Unterricht] in sechs Wochen: Die digitale Disruption der Bildung ist da.“, gab das Niedersächsische Kultusministerium den Leitsatz heraus: „So viel Empathie und Beziehungsarbeit wie möglich, so viele Tools und Apps wie nötig.“ In einem Beitrag für das Deutsche Schulportal gibt die Lehrerin Ulrike Ammermann zu bedenken, dass Schüler Anfang 2021 an einigen Schulen an einem Tag bis zu vier Videokonferenzen hätten absolvieren müssen. „Selbst manch Erwachsener wäre damit überfordert“ (ergänze: „wenn derartige Praktiken im Berufsleben Standard wären“).
Ein 1:1-Ersatz von Präsenzunterricht durch eine Kette von Videokonferenzen wäre vermutlich außerhalb von Berufsschulen, in denen Schüler in der Regel nur einen Tag pro Woche lang mit dieser Unterrichtsmethode konfrontiert würden, in Deutschland verfassungswidrig. Am 19. November 2021 stellte das Bundesverfassungsgericht in einem Beschluss fest:
Die Lern- und Kompetenzverluste nehmen mit jedem Wegfall von Präsenzunterricht zu und verstärken sich. Jede weitere Schulschließung verschlechtert nochmals die Möglichkeiten zur Entwicklung und Entfaltung der Persönlichkeit der betroffenen Schüler; die Intensität der Beeinträchtigung wächst daher mit jedem Eingriff. Das gilt auch für den Erwerb sozialer Kompetenzen. Je länger die Schulschließungen andauern, desto mehr geht die für die Persönlichkeitsentwicklung wichtige Gruppenfähigkeit verloren. Denn es entfällt ein Raum, in dem die Kinder und Jugendlichen die Aufrechterhaltung sozialer Kontakte in Interaktion mit anderen einüben können. Dies gilt umso mehr, als infolge der zur Bekämpfung der Pandemie ergriffenen Maßnahmen für die Betroffenen auch andere Räume der Begegnung nur eingeschränkt oder gar nicht zur Verfügung standen. Dies konnten auch digitale Räume so nicht ersetzen. 

Ausgehend davon beeinträchtigt das Verbot von Präsenzunterricht das Recht auf schulische Bildung der Schülerinnen und Schüler nach Art. 2 Abs. 1 in Verbindung mit Art. 7 Abs. 1 GG schwerwiegend.
Der entfallene Präsenzunterricht habe, so das Bundesverfassungsgericht, 2020 und 2021 zu Lernrückständen, negativen Effekten auf die fachspezifische Kompetenzentwicklung sowie Defiziten in der Persönlichkeitsentwicklung geführt, da der Ersatzunterricht unzureichend organisiert und durchgeführt worden sei. „Der entfallene Präsenzunterricht führte zu einer Reduzierung des Unterrichts auf die Kernfächer, dem Verlernen von Arbeitshaltung und -organisation sowie zum Verlust der Fähigkeit, Schulstress bewältigen zu können.“
Das „Kommunale Bildungsmanagement des Landkreises Anhalt-Bitterfeld“ bewertete 2020 den flächendeckenden Distanzunterricht im Land Sachsen-Anhalt als „ungeplantes Experiment im Reallabor“. 97 % der per Fragebogen befragten Eltern und 75 % der Lehrenden in dem Landkreis gaben an, dass Distanzunterricht in Zukunft nur dann sinnvoll sei, wenn es gelinge, Schüler zu befähigen, Selbstständigkeit und Eigenverantwortung im Lernen zu entwickeln. Über Dreiviertel der Befragten geben an, dass Distanzunterricht für den regulären Unterricht in der bis 2020 praktizierten Form nicht leistbar sei (Eltern: 76 %, Lehrende: 78 %).
Der Deutsche Kulturrat strebt nicht „digitale Bildungslandschaften“, sondern „analog-digitale Bildungslandschaften“ an; diese sollen dadurch entstehen, dass digitalisierte Formen des Lernens zu traditionellen Formen hinzugefügt werden.
Auch für die Koexistenz alter und neuer Medien gibt es Beispiele: Durch die Erfindung des Rundfunks wurden Druckerzeugnisse nicht disruptiv vollständig vom Markt verdrängt. Ebenso verdrängte das Fernsehen nicht das Radio, und die Möglichkeit, bewegte Bilder auf digitalen Endgeräten aller Art zu betrachten, bedeutete bislang nicht das Aus für Fernsehprogramme.